# Valenselektron
Et valenselektron er som oftest en elektron i den yderste skal af et atom, molekyle eller fast stof. Dog er disse elektroner somme tider eksisterende i S-skallen. Det er disse elektroner som deltager i kemiske bindinger. Grundstoffer i samme hovedgruppe i det periodiske system har samme antal valenselektroner.
| Kemi | Spire Denne artikel om kemi er en spire som bør udbygges. Du er velkommen til at hjælpe Wikipedia ved at udvide den. |